# Alpinia subverticillata
Alpinia subverticillata är en enhjärtbladig växtart som beskrevs av Theodoric Valeton. Alpinia subverticillata ingår i släktet Alpinia och familjen Zingiberaceae. Inga underarter finns listade i Catalogue of Life.